# Audioslave
Audioslave a fost un supergrup rock american, format în Los Angeles, California în anul 2001, și desființat în 2007. Formația era compusă din fostul vocalist și ritm-chitarist de la Soundgarden - Chris Cornell, și foștii membri ai Rage Against the Machine - Tom Morello (chitară solo), Tim Commerford (chitară bas/back vocal), și Brad Wilk (baterie). Inițial criticii au descris-o pe Audioslave ca un amalgam dintre Soundgarden și Rage Against the Machine, dar odată cu cel de-al doilea album, Out of Exile, s-a observat conturarea unei identități separate.
Muzica distinctivă a celor de la Audioslave a fost creată prin îmbinarea hard rockului anilor 1970 cu rockul alternativ din anii 1990. Plus la asta, Morello a incorporat bine-cunoscutul său solo de chitară neconvențional. Ca și Rage Against the Machine, formația s-a afirmat prin faptul că toate piesele de pe albumele lor erau produse utilizând doar chitară, bas, baterie și vocal.
În decursul celor 6 ani de existență, Audioslave a lansat trei albume, fiind nominalizată de trei ori la Grammy, și a devenit prima formație rock americană care a evoluat într-un concert open-air în Cuba. Audioslave s-a desființat în februarie 2007, atunci când Cornell a anunțat că părăsește permanent formația "din cauza conflictelor de personalitate iresolvabile,precum și a diferențelor muzicale"..

## Membrii formației
- Chris Cornell – vocal, chitară ritmică (2001–2007)
- Tom Morello – chitară solo (2001–2007)
- Tim Commerford – chitară bas, back vocal (2001–2007)
- Brad Wilk – baterie, percuție (2001–2007)

## Discografie
- Audioslave (2002)
- Out of Exile (2005)
- Revelations (2006)

## Videografie

### Albume video
- 2003 – Audioslave
- 2005 – Live in Cuba
- 2005 – Out of Exile
- 2006 – Revelations

### Videclipuri
- 2002 – Cochise
- 2003 – Like a Stone
- 2003 – Show Me How to Live
- 2005 – Be Yourself
- 2005 – Your Time Has Come
- 2005 – Doesn't Remind Me
- 2006 – Original Fire
- 2006 – Revelations
- 2006 – One and the Same
- 2007 – Until We Fall